# Село Акана Курманова
Ака́на Курма́нова (каз. Ақан Құрманов, до 2015 г. — Октя́брьское) — село в Атбасарском районе Акмолинской области Казахстана. Административный центр сельского округа Акана Курманова. Код КАТО — 113851100.

## География
Село расположено на берегу реки Ишим, в центрально-западный части района, на расстоянии примерно 21 километров (по прямой) к юго-западу от административного центра района — города Атбасар.
Абсолютная высота — 272 метров над уровнем моря.
Климат холодно-умеренный, с хорошей влажностью. Среднегодовая температура воздуха положительная и составляет около +4,1°С. Среднемесячная температура воздуха в июле достигает +20,9°С. Среднемесячная температура января составляет около -14,9°С. Среднегодовое количество осадков составляет около 395 мм. Основная часть осадков выпадает в период с июня по июль.
Ближайшие населённые пункты: село Хрящевка — на востоке, село Сергеевка — на северо-западе, село Караколь — на западе.
Восточнее села проходит автодорога областного значения — КС-7 «Атбасар — Сочинское».

## Население
В 1989 году население села составляло 813 человек (из них русские — 52 %).
В 1999 году население села составляло 1195 человек (612 мужчин и 583 женщины). По данным переписи 2009 года в селе проживали 1004 человека (488 мужчин и 516 женщин).
| Численность населения | Численность населения | Численность населения |
| 1989                  | 1999                  | 2009                  |
| --------------------- | --------------------- | --------------------- |
| 813                   | ↗1195                 | ↘1004                 |

## Улицы
- ул. Байтерек,
- ул. Бейбитшилик,
- ул. Болашак,
- ул. Достык,
- ул. Есиль,
- ул. Жастар,
- ул. Женис,
- ул. Жибек жолы,
- ул. Тауелсиздик,
- ул. Ыбырай Алтынсарина.